# Pom Klementieff
Pom Klementieff, född 3 maj 1986 i Quebec, är en fransk skådespelare. Hon utbildades på Cours Florents teaterskola i Paris och har medverkat i filmer som Loup (2009), Sleepless Night (2011) och Hackers Game (2015). Hon spelar rollen som Mantis i Marvel Cinematic Universe (MCU).

## Filmografi
| År   | Titel                                         | Roll           | Noter                 |
| ---- | --------------------------------------------- | -------------- | --------------------- |
| 2007 | Après lui                                     | Emilie         |                       |
| 2008 | Sans arme, ni haine, ni violence              | NHI            |                       |
| 2009 | Loup                                          | Nastazya       |                       |
| 2009 | Pigalle, la nuit                              | Sandra         | TV-serie (8 episoder) |
| 2011 | Borderline                                    | Naomi          |                       |
| 2011 | Sleepless Night                               | Lucy           |                       |
| 2011 | Delicacy                                      | Servitris      |                       |
| 2011 | L'amour dure trois ans                        | Julia          |                       |
| 2011 | Silhouettes                                   | Valerie        |                       |
| 2012 | Radiostars                                    | The pizza girl |                       |
| 2012 | Les Kaïra                                     | Tia            |                       |
| 2012 | À l'ombre du palmier                          | Le modèle      | Kortfilm              |
| 2012 | El Turrrf                                     | Pom            | Kortfilm              |
| 2013 | Paris à tout prix                             | Jess           |                       |
| 2013 | Oldboy                                        | Haeng-Bok      |                       |
| 2014 | RossFit                                       |                | Kortfilm              |
| 2015 | Hacker's Game                                 | Loise          |                       |
| 2016 | Seed                                          | Cat            | Kortfilm              |
| 2017 | Ingrid Goes West                              | Harley Chung   |                       |
| 2017 | Newness                                       | Bethany        |                       |
| 2017 | Guardians of the Galaxy Vol. 2                | Mantis         |                       |
| 2018 | Avengers: Infinity War                        | Mantis         |                       |
| 2019 | Avengers: Endgame                             | Mantis         |                       |
| 2019 | Uncut Gems                                    | Lexis          |                       |
| 2019 | The Addams Family                             | Layla & Kayla  | Röst                  |
| 2021 | The Suicide Squad                             | Dancer         |                       |
| 2022 | Thor: Love and Thunder                        | Mantis         |                       |
| 2023 | Guardians of the Galaxy Vol. 3                | Mantis         |                       |
| 2023 | Mission: Impossible – Dead Reckoning Part One | Paris          |                       |
| 2025 | Mission: Impossible – The Final Reckoning     | Paris          |                       |